# Divízió I 2014
La Divízió I 2014 è l'8ª edizione del campionato di football americano di secondo livello, organizzato dalla MAFSZ.

## Squadre partecipanti
| Club                 | Città       | Stadio | Sponsor ufficiale | Risultato nella stagione 2013 |
| -------------------- | ----------- | ------ | ----------------- | ----------------------------- |
| Békéscsaba Raptors   | Békéscsaba  |        |                   |                               |
| Budapest Titans      | Budapest    |        |                   |                               |
| Dunaújváros Gorillaz | Dunaújváros |        |                   |                               |
| Eger Heroes          | Eger        |        |                   |                               |
| Miskolc Steelers     | Miskolc     |        |                   |                               |
| Tata Mustangs        | Tata        |        |                   |                               |
| Újpest Bulldogs      | Budapest    |        |                   |                               |

## Stagione regolare

### Calendario

#### 1ª giornata
| 5 aprile 2014 | Dunaújváros Gorillaz | 23 – 6 | Békéscsaba Raptors |  |

| 6 aprile 2014 | Budapest Titans | 28 – 23 | Tata Mustangs |  |

#### 2ª giornata
| 12 aprile 2014 | Tata Mustangs | 22 – 29 | Újpest Bulldogs |  |

| 12 aprile 2014 | Miskolc Steelers | 23 – 10 | Eger Heroes |  |

#### 3ª giornata
| 19 aprile 2014 | Békéscsaba Raptors | 28 – 38 | Budapest Titans |  |

#### 4ª giornata
| 27 aprile 2014 | Újpest Bulldogs | 27 – 13 | Miskolc Steelers |  |

#### 5ª giornata
| 17 maggio 2014 | Tata Mustangs | 7 – 33 | Dunaújváros Gorillaz |  |

| 17 maggio 2014 | Békéscsaba Raptors | 14 – 31 | Miskolc Steelers |  |

| 18 maggio 2014 | Budapest Titans | 36 – 7 | Eger Heroes |  |

#### 6ª giornata
| 25 maggio 2014 | Dunaújváros Gorillaz | 27 – 8 | Újpest Bulldogs |  |

#### 7ª giornata
| 1º giugno 2014 | Eger Heroes | 14 – 21 | Tata Mustangs |  |

#### 8ª giornata
| 14 giugno 2014 | Eger Heroes | 14 – 54 | Dunaújváros Gorillaz |  |

| 14 giugno 2014 | Miskolc Steelers | 36 – 14 | Budapest Titans |  |

| 15 giugno 2014 | Újpest Bulldogs | 20 – 0 (a tavolino) | Békéscsaba Raptors |  |

### Classifica
La classifica della regular season è la seguente:
- PCT = percentuale di vittorie, G = partite giocate, V = partite vinte,  P = partite perse, PF = punti fatti, PS = punti subiti

| Pos. | Squadra              | PCT   | G | V | N | P | PF  | PS  |
| ---- | -------------------- | ----- | - | - | - | - | --- | --- |
| 1    | Dunaújváros Gorillaz | 1.000 | 4 | 4 | 0 | 0 | 137 | 35  |
| 2    | Miskolc Steelers     | .750  | 4 | 3 | 0 | 1 | 103 | 65  |
| 3    | Budapest Titans      | .750  | 4 | 3 | 0 | 1 | 116 | 94  |
| 4    | Újpest Bulldogs      | .750  | 4 | 3 | 0 | 1 | 84  | 62  |
| 5    | Tata Mustangs        | .250  | 4 | 1 | 0 | 3 | 73  | 104 |
| 6    | Békéscsaba Raptors   | .000  | 4 | 0 | 0 | 4 | 48  | 112 |
| 7    | Eger Heroes          | .000  | 4 | 0 | 0 | 4 | 45  | 134 |

## Playoff

### Tabellone
|  | Wild Card | Wild Card          | Wild Card        |                  |    | Semifinali      | Semifinali           | Semifinali |  |  | VIII Pannon Bowl | VIII Pannon Bowl | VIII Pannon Bowl |  |
|  |           |                    |                  |                  |    |                 |                      |            |  |  |                  |                  |                  |  |
|  |           |                    |                  |                  |    | 1               | Dunaújváros Gorillaz | 10         |  |  |                  |                  |                  |  |
|  |           |                    |                  |                  |    | 1               | Dunaújváros Gorillaz | 10         |  |  |                  |                  |                  |  |
|  |           |                    | 4                | Újpest Bulldogs  | 20 |                 |                      |            |  |  |                  |                  |                  |  |
|  | 4         | Újpest Bulldogs    | 4                | Újpest Bulldogs  | 20 | 49              |                      |            |  |  |                  |                  |                  |  |
|  | 4         | Újpest Bulldogs    |                  |                  |    |                 |                      |            |  |  |                  |                  |                  |  |
|  | 5         | Tata Mustangs      | 6                |                  |    |                 |                      |            |  |  |                  |                  |                  |  |
|  | 5         | Tata Mustangs      | 6                |                  | 4  | Újpest Bulldogs | 43                   |            |  |  |                  |                  |                  |  |
|  |           |                    |                  |                  |    |                 |                      |            |  |  |                  |                  |                  |  |
|  |           |                    | 2                | Miskolc Steelers | 36 |                 |                      |            |  |  |                  |                  |                  |  |
|  |           |                    |                  | Miskolc Steelers | 36 |                 |                      |            |  |  |                  |                  |                  |  |
|  |           |                    |                  |                  |    |                 |                      |            |  |  |                  |                  |                  |  |
|  |           |                    |                  |                  |    |                 |                      |            |  |  |                  |                  |                  |  |
|  |           | 2                  | Miskolc Steelers | 41               |    |                 |                      |            |  |  |                  |                  |                  |  |
|  |           |                    |                  | 41               |    |                 |                      |            |  |  |                  |                  |                  |  |
|  |           |                    | 3                | Budapest Titans  | 0  |                 |                      |            |  |  |                  |                  |                  |  |
|  | 3         | Budapest Titans    | 3                | Budapest Titans  | 0  | 43              |                      |            |  |  |                  |                  |                  |  |
|  | 3         | Budapest Titans    |                  |                  |    |                 |                      |            |  |  |                  |                  |                  |  |
|  | 6         | Békéscsaba Raptors | 28               |                  |    |                 |                      |            |  |  |                  |                  |                  |  |

### Wild Card
| 2014 | Budapest Titans | 43 – 28 | Békéscsaba Raptors |  |

| 2014 | Újpest Bulldogs | 49 – 6 | Tata Mustangs |  |

### Semifinali
| 2014 | Dunaújváros Gorillaz | 10 – 20 | Újpest Bulldogs |  |

| 2014 | Miskolc Steelers | 41 – 0 | Budapest Titans |  |

### VIII Pannon Bowl
| 19 luglio 2014 | Miskolc Steelers | 36 – 43 | Újpest Bulldogs |  |

## Verdetti
- Újpest Bulldogs Vincitori della Divízió I 2014